# Schefflera megacarpa
Schefflera megacarpa là một loài thực vật có hoa trong Họ Cuồng cuồng. Loài này được A.H.Gentry miêu tả khoa học đầu tiên năm 1981.